# وین لاس وگاس
وین لاس وگاس (به انگلیسی: Wynn Las Vegas) یک هتل و کازینو در شهر لاس وگاس در آمریکا است. این هتل در بلوار استریپ لاس وگاس، پارادایس، نوادا واقع شده‌است. این هتل دارای ۴۵ طبقه و ارتفاع ۱۸۷ متر و همچنین ۲۷۱۶ اتاق با متراژ متوسط ۵۹ مترمربع و ویلا با متراژ ۸۳۰ مترمربع، ۱۷٬۶۰۰ مربع مربع فضای کازینو و ۷٬۱۰۰ مترمربع فضای خرده فروشی می‌باشد.
این هتل همه ساله جوایزی را در بخش طراحی و امکانات و ویژگی‌های زیست‌محیطی به خود اختصاص می‌دهد و نیز دارای نشان پنج الماس طلایی می‌باشد و یکی از بزرگترین هتل‌های لاس وگاس می‌باشد.
این هتل تنها هتل در استریپ است که به لحاظ مساحت و امکانات از همه هتلها بزرگتر است و یکی از برترین‌های این محدوده به‌شمار می‌رود.
در گذشته در محل این هتل، هتل کازینوی دزرت این (به انگلیسی: Desert Inn Hotel and Casino) قرار داشته‌است و آن نیز دارای گلف کورس بوده‌است. در سال ۲۰۰۰ این هتل بسته می‌شود و استیو وین پس از فروش شرکت میراژ ریزورتس خود به ام جی ام، در یک عرضه اولیه سهام این هتل را واگذار می‌کند و سپس هتل وین ساخته می‌شود. پس از موفقیت این مجموعه، هتل مجاور - دزرت این - تخریب می‌شود و مجموعه الحاقی آن تحت عنوان انکور لاس وگاس به آن افزوده می‌شود.
این هتل ۴۵ طبقه داشته و دارای تعداد تقریبی ۲۷۰۰ اتاق می‌باشد و ساختمان آن دارای نمای شیشه رنگ برنز با خطوطی به رنگ روشن است و نمای منحصربفرد و شاخصی را برای آن فراهم آورده‌است. این هتل یکی از زیباترین هتل‌های استریپ و سپس در جهان است و در جای جای آن زیبایی‌های بکار رفته کاملاً زیبنده آن بوده و چشم بیننده را نوازش می‌دهند.
درسالهای نخست ساخت، کلاب ساحلی انکور (Encore Beach Club) در قسمت هتل انکور به مجموعه اضافه گردید و امروزه یکی از بهترین کلابهای روباز لاس وگاس شناخته می‌شود. از دیگر کلابهای آن می‌توان به XS، بوترو، بار و کازینوی جزیره واقع در انکور، رستوران کابانا، رستوران بارتالوتا و… اشاره نمود که در طراحی آنها، استیو وین نیز مشارکت داشته‌است. در کل استیو وین به نظر نگارنده کارفرمای بسیار خوش ذوق، باسلیقه و البته کاربلد بوده‌است و اکثر هتلهایی که وی ساخته‌است، از زیباترین و بهترین هتلهای جهان به‌شمار می‌روند.
همچنین این هتل لوکیشن فیلم پاول بلارت ۲: افسر فروشگاه (۲۰۱۵) بوده‌است.
فروشگاه‌های پلازای وین اخیراً به مجموعه هتل اضافه شده‌اند و تا پیش از خریداری زمین هتل وین غرب، قرار بود در گلف کورس آن پارادایس پارک وین ساخته شود که بعلت خرید این زمین و رونمایی از برنامه توسعه آن، توسعه پارادایس پارک منتفی شد و تصمیم گرفته شد بر روی پروژه وین غرب تمرکز شود. عملیات صورت گرفته در گلف کورس وین نیز نیمه تمام رها شد و در سال ۲۰۱۸، مجدداً گلف کورس با شکل و شمایلی شکیل تر بازگشایی شد.

## نگارخانه

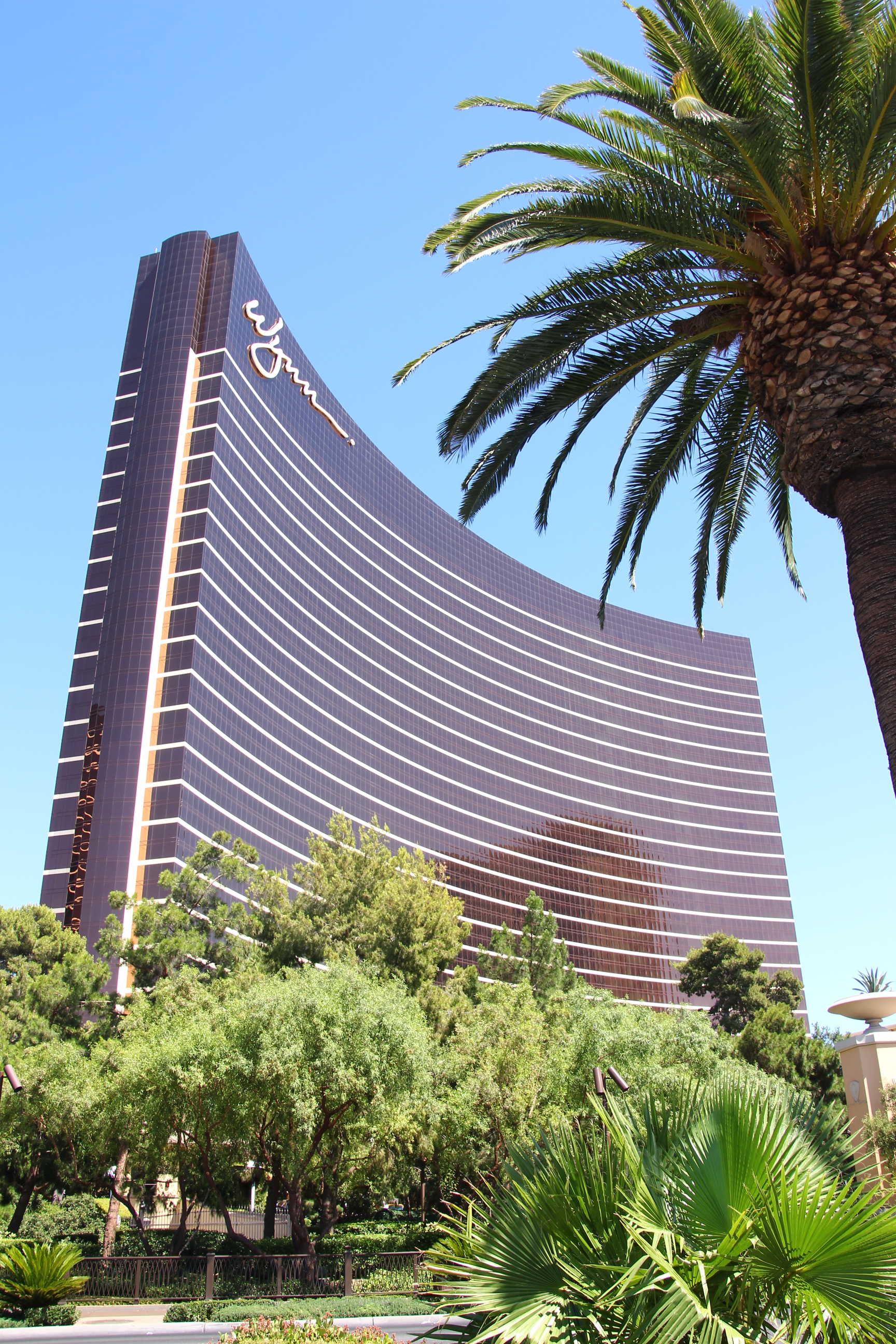
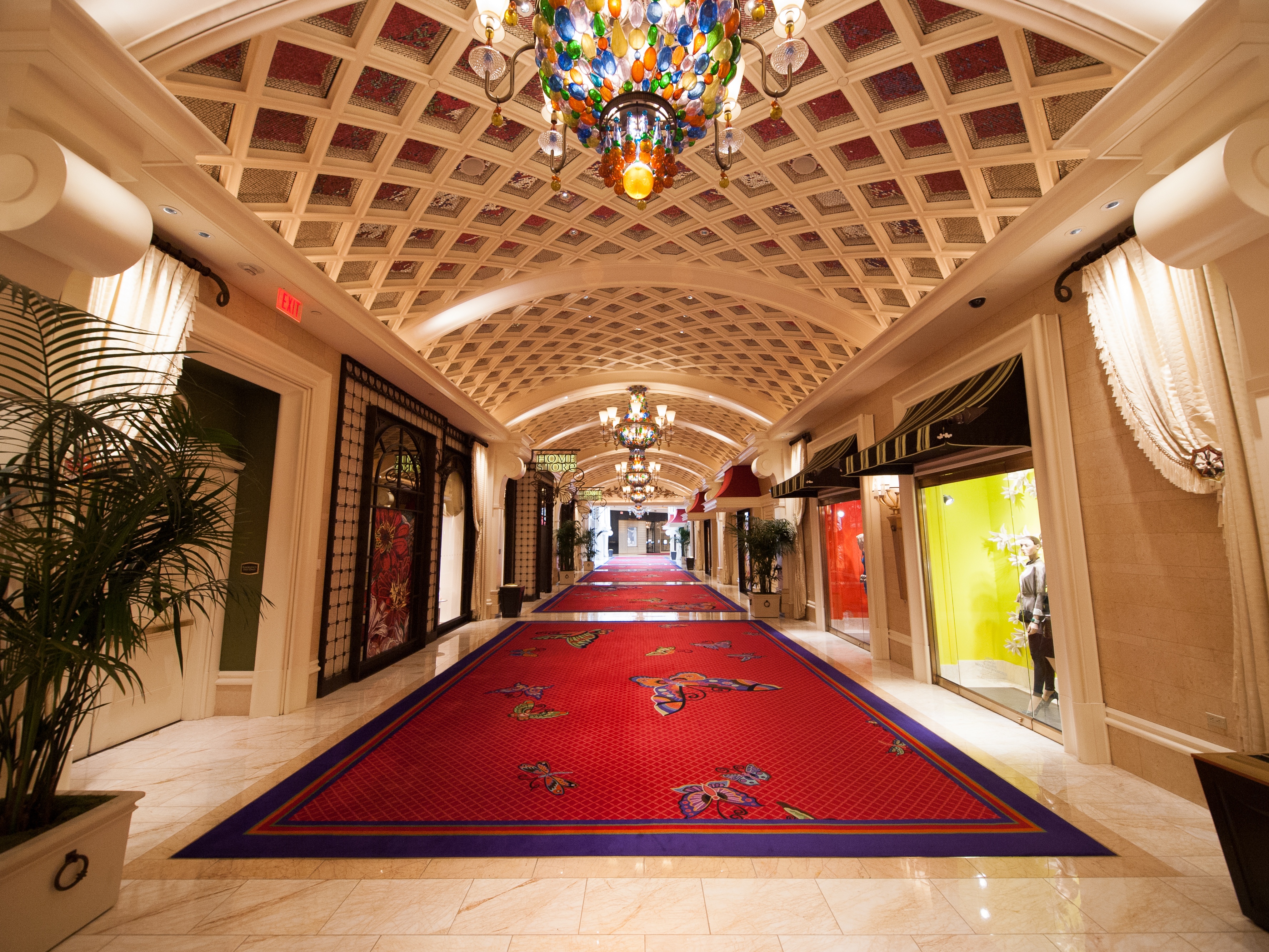
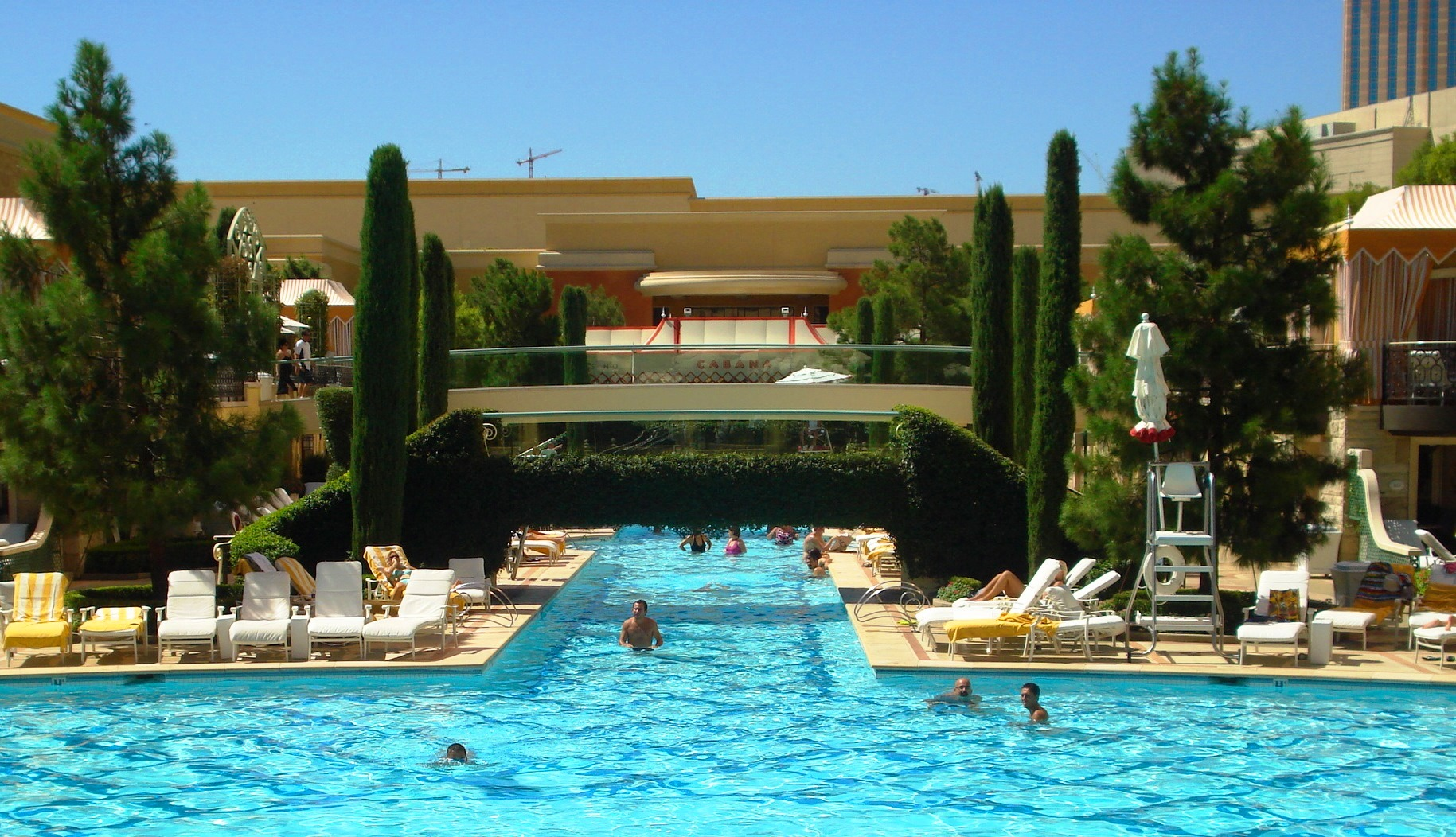
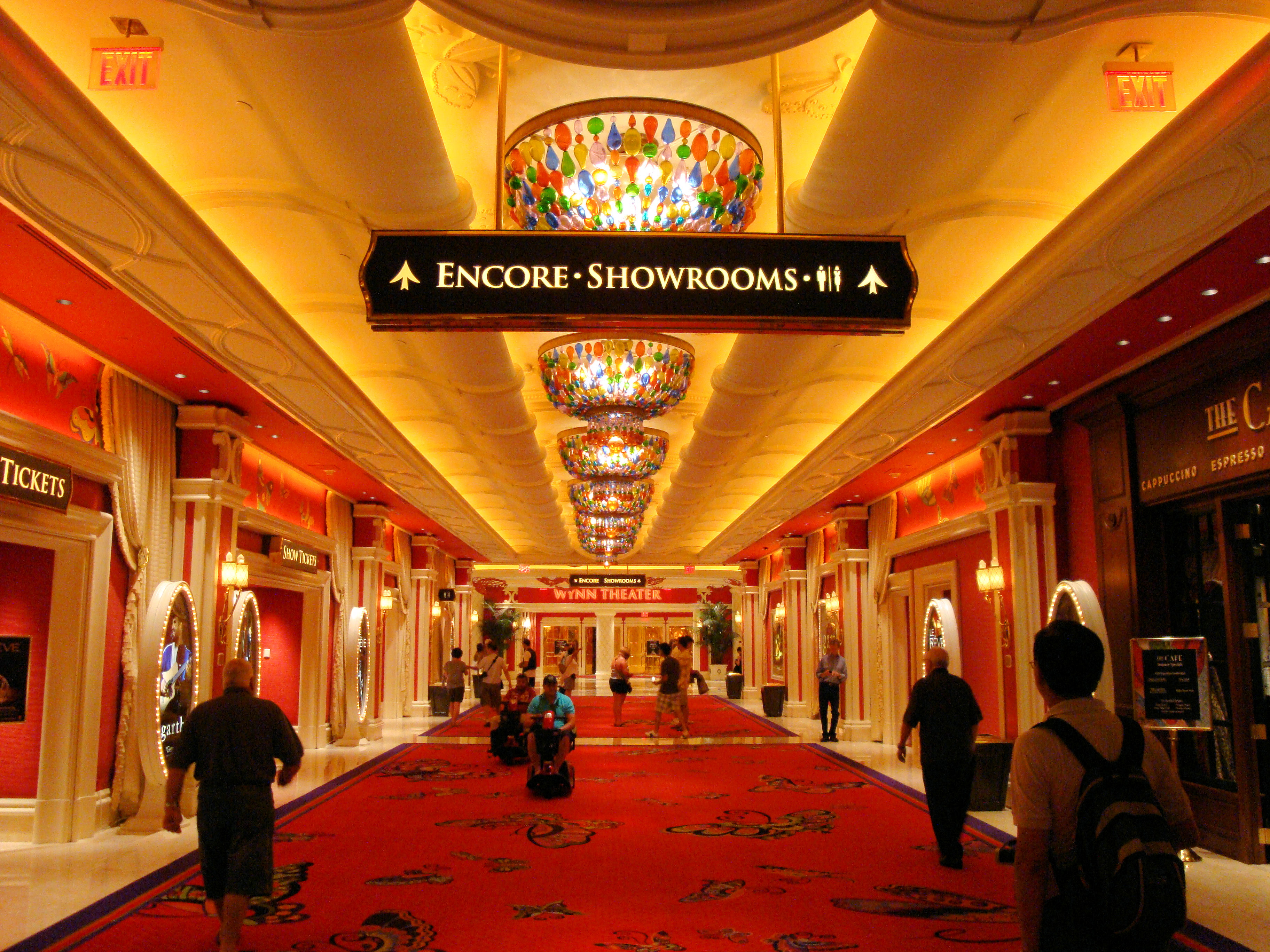
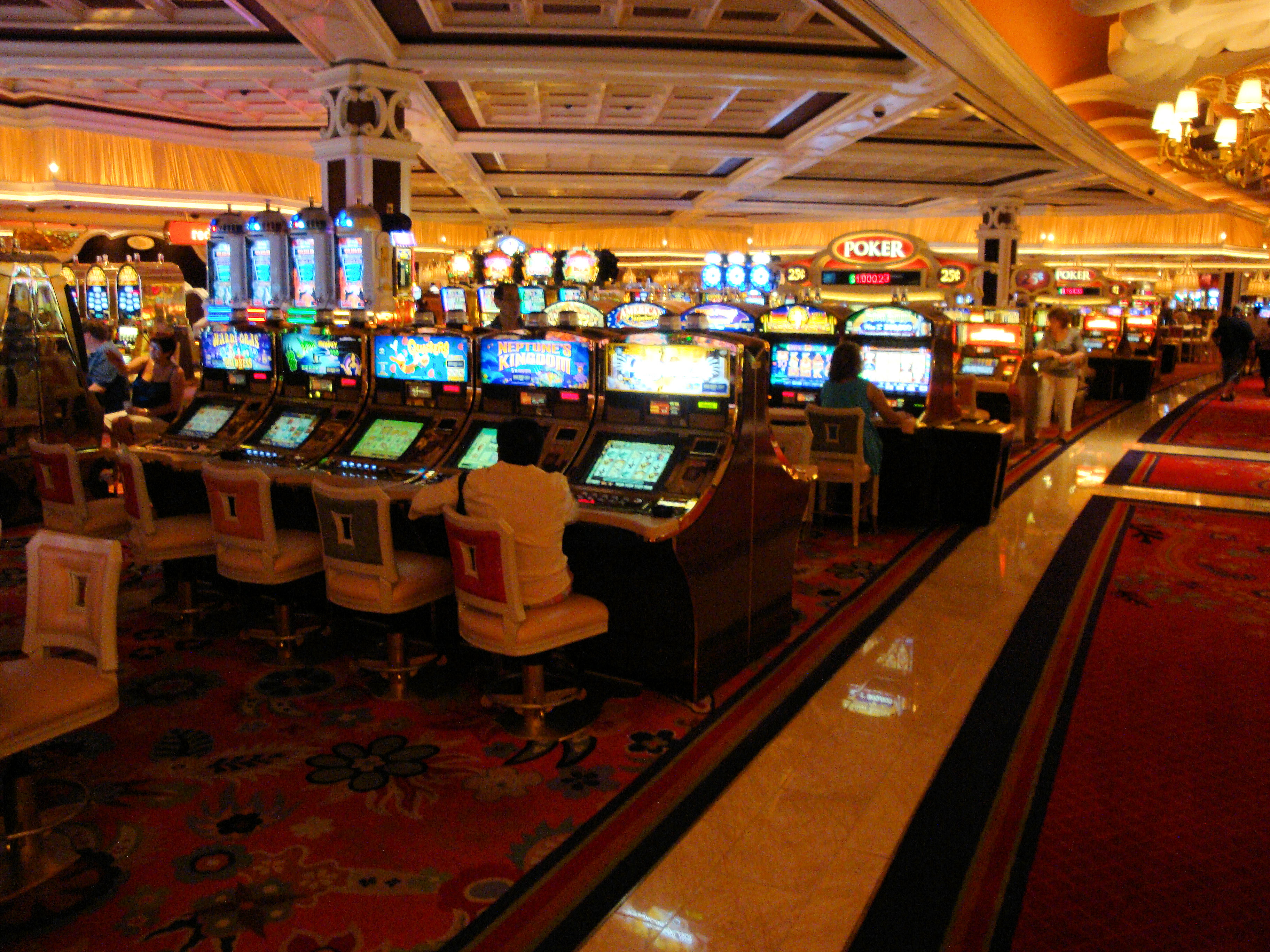